# Дом за дјецу и омладину „Кисељак” Зворник
Дом за дјецу и омладину без родитељског старања "Рада Врањешевић" је била установа за смјештај дјеце без родитељског старања и дјеце чији је развој ометен породичним приликама. Налазила 
се у Кисељаку, Зворник. Затворена је 2010. године

## Историјат
Основан је одлуком Центра за социјални рад у Зворнику, као Дом за дјецу без родитељског старања "Кисељак". Отворен је септембра 1977. у адаптираној старој кући, уз коју је касније дограђена трпезарија. У њему је било смјештено 26 дјеце из Зворника и Малог Зворника. Од 1982. ова установа је радила као самостална, под називом Дјечји дом "Кисељак", и у њему је боравило до 30 штићеника. Због ратних збивања у Босни и Херцеговини, Дом је престао да ради 26. маја 1992, а дјеца су измјештена у Дечји дом "Вера Благојевић" у Бањи Ковиљачи. Дом у Зворнику обновио је рад августа 2000, под називом Дом за дјецу и омладину "Кисељак". Прије него што су први штићеници усељени, зграда је адаптирана и опремљена. У Дому је било обезбијеђено збрињавање дјеце без родитељског старања и дјеце чији је развој ометен породичним приликама, до стварања услова за повратак у породицу или збрињавања у другој породици, односно оспособљавања за самосталан живот. Дјеци је била обезбијеђена њега и брига о здрављу, васпитање, те помоћ у образовању и оспособљавању за рад. У периоду 2000-2010. у Дому је боравило 30-40 штићеника, различитог пола и узраста. Августа 2010. започело је премјештање штићеника ове установе у Дјечји дом "Рада Врањешевић" у Бањој Луци или у сродничке и хранитељске породице. Дом у Зворнику званично је затворен 31. децембра 2010. године. Од оснивања до затварања (2010) кроз ову установу прошла су 152 дјетета, различитог пола и узраста, из свих подручја Републике Српске.